# Schützengilde Berlin Korp. von 1433
Die Schützengilde Berlin Korporation von 1433 e. V. ist ihrer Internetpräsenz zufolge der zweitälteste Schützenverein Berlins. Dieses von der Schützengilde genannte Datum basiert auf einer Verzerrung historischer Gegebenheiten in deren Folge die Schützengilde ihre Existenz historisch legitimieren und verorten möchte, weshalb das Gründungsdatum auf das Jahr 1433 datiert wurde. Ihr reales Gründungsdatum kann jedoch erst nach 1713, nach der Inthronisierung Friedrich Wilhelm I. zu verorten sein, als dieser eine Order Friedrich I. aus dem Jahre 1709 aufhob, die gegen den Sittenverfall bei Schützenfesten angedacht war, an denen die verschiedenen Gilden und Zünfte teilnahmen.

## Außendarstellung der Schützengilde Berlin Korp. von 1433 und geschichtliche Zusammenhänge
1411 wurde Friedrich I. Kurfürst von Berlin und der Mark Brandenburg. Etwa zu dieser Zeit erließ er eine Vorschrift zur Verteidigung gegen Raubritter, dass in jedem Hause Waffen gehalten werden müssen, die stets in guter Ordnung zu halten waren, um im Notfall gleich zur Hand zu sein. Mit dieser Order handelte es sich um eine gängige Praxis. Normalerweise wurde mit dem Ablegen des Bürgereides und dem Erhalt städtischer Freiheit auch die Verpflichtung zum Schutze der Stadt übernommen. Dass die Order 1411  schriftlich fixiert wurde, ist darauf zurückzuführen, dass, wie schon genannt, Friedrich I. Kurfürst wurde und damit die Herrschaft über diese Gebiete übernahm, und damit auch die bestehenden Gesetze und Vorschriften erneuern musste, da sie ansonsten ihrer Gültigkeit verlustig gehen konnten.
Der Schutz der Stadt wurde im Verteidigungsfall durch die verschiedenen Gilden bzw. Zünfte organisiert und vollzogen. So waren die einzelnen Gilden auch verpflichtet, die jeweiligen Abschnitte der Stadtmauer, die sie zu schützen und zu verteidigen hatten, auch in ihrer Bausubstanz in Friedenszeiten zu pflegen und aufrechtzuerhalten.
Schützengilden sind folglich Vereinigungen, die sich auf die traditionellen Aspekte der Verteidigung der Städte im Sinne einer Bürgerwehr und der dazu nötigen Übungen und Wettbewerbe berufen. Aus diesem Grunde haben sie nie als geschlossene Körperschaft gekämpft. Der seitens der Schützengilde postulierte Schutzfaktor für die Stadt, entspricht hier eher des traditionellen Bezuges auf die Gilden allgemein. In Anbetracht der verschiedenen Bürgerstatui und einer Egalisierung unter diesen in Zusammenhang mit einer Militarisierung der preußischen Gesellschaft unter Friedrich Wilhelm I., der auch als Soldatenkönig in die Geschichtsnennung einging, ist der Verweis, dass in der Gilde, in Folge der in ihr durchgeführten Schießübungen, die einzigen wehrtüchtigen Bürger waren, als nichtig zu betrachten.
Geschossen wurde anfangs mit Armbrust, später mit Büchsen, die mit Erfindung des gezogenen Laufs sogar ab 1709 Pflicht waren. Während des Dreißigjährigen Krieges kam der Schießbetrieb zum Erliegen. 1709 kam es durch eine Order von Friedrich Wilhelm I. zu einer zwanzigjährigen Zwangspause, da er sich über die Trink- und Glücksspiel-Gelegenheiten bei Schützenfesten und Kompetenzschwierigkeiten mit anderen neuen Gilde erzürnte.
1746 erhielt die Gilde durch  Friedrich II. eine Erlaubnis zur Durchführung von Schießen während zwei bis drei Sommermonaten, die mit dem Königsschießen zu beenden sind. Geschossen wurde auf dem Schützenplatz in der Linienstraße dessen bescheidene Schießbude 1795 durch ein neues Schützenhaus ersetzt wurde.
1862 gründete der Vorstand der Schützengilde Berlin den Schützenbund der Provinz Brandenburg, der seit dem gleichen Jahr Bezirksverband des Deutschen Schützenbundes für Berlin und die Provinz Brandenburg war und somit zu den ältesten Bezirksverbänden des Deutschen Schützenbundes gehört.

Schönholzer Heide (1901), Schießanlage und Schloss

1880 verkaufte die Schützengilde ihr Gelände in der Linienstraße für 1.310.000 Goldmark und erhielt im Austausch das 270.000 m² große Gelände „Schloss Schönholz“ in der Schönholzer Heide für 240.000 Goldmark.
Somit ließ sich der Bau eines exzellent ausgestatteten Schützenhauses samt Schießplatz finanzieren. 1884 wurde der Platz eingeweiht. 1890 fand in diesen Schießanlagen das 10. Deutsche Bundesschießen statt.
Ab 1920 trat bei den sportlichen Schießen immer mehr die Mannschaftswettkämpfe in den Vordergrund.
Da man sich während des Dritten Reichs weigerte, die Einheitssatzung des NS-Reichsschützenbundes für Leibesübungen anzunehmen, wurde die Gilde immer mehr von ihrem eigenen Schießstand verdrängt.
Das im Zweiten Weltkrieg ausgebombte Schützenhaus wurde mit dem Gelände von den Behörden in Ost-Berlin beschlagnahmt und nach der Wiedervereinigung nicht zurückgegeben.
1950 leiteten ehemalige Mitglieder die Wiedergründung der Schützengilde Berlin unter Zusammenschluss folgender Gilden ein: Gilde Berlin, Steglitzer Gilde, Wilmersdorfer Gilde und Mariendorfer Gilde.
Die neue Heimat wurde ein gepachtetes Bahngelände in Südende. Bis zur Erbauung eines eigenen Vereinsheimes nutzte man das „PaReSü“. 2002 musste die Gilde Berlin wieder ihr Domizil verlassen, da die Deutsche Bahn das Gelände an einen Discounter verkaufte.
Die Schützengilde Berlin hat jetzt ihren Standort als Untermieter bei einem Schützenverein in der Verlängerten Alten Allee in Charlottenburg.
Am 1. Juli 2014 ist die Schützengilde Berlin mit der Charlottenburger Schützengilde 1903 e. V. verschmolzen und heißt jetzt Schützengilden Berlin Korp. von 1433 und Charlottenburg 1903 e. V.

## Sport
Seit Jahren nimmt die Gilde erfolgreich an den Deutschen Meisterschaften in München teil. Geschossen werden folgende Disziplinen des DSBs:
- Luftgewehr
- Luftpistole
- Luftpistole fünfschüssig
- Armbrust
- Luftgewehr aufgelegt
- Luftgewehr Dreistellung
- Kleinkaliber-Gewehr
- KK-Sportgewehr
- Sportpistole (einschl. Duell)
- Freie Pistole
- Zimmerstutzen
- Pistole Großkaliber
- Gewehr Großkaliber
- KK 100 m im Landesleistungszentrum Spandau
- Wurfscheibenschießen auf dem Schießstand Hoppegarten